# Kaceřov (zámek, okres Plzeň-sever)
Zámek Kaceřov je renesanční zámek v Kaceřově v okrese Plzeň-sever. Zámek na místě původní středověké tvrze si v polovině 16. století dal postavit vysoký královský úředník Florián Gryspek jako své hlavní rodové sídlo. Jde o mimořádnou stavbu ve stylu vrcholné italské renesance, která nemá ve střední Evropě srovnání. Vedle zámku v Nelahozevsi je prvním ohlasem italských vzorů Andrey Palladia v Čechách. Jako první na jeho význam upozornila historička umění Olga Frejková, která také provedla srovnávací analýzu užití jeho architektonických článků. Od roku 1964 je zámek chráněn jako kulturní památka.
V současné době je zámek v soukromém vlastnictví, prochází dlouhodobou rekonstrukcí. Veřejnosti je přístupný pouze příležitostně.

## Historie
V roce 1376, kdy jsou doloženy první zmínky o Kaceřově, se jako jeho majitel uvádí Ctibor ze Švamberka. Ten si tu asi mezi léty 1370–1376 postavil tvrz. Kaceřov se snažil také získat sekretář české komory Florián Gryspek z Gryspachu a dosáhl toho, že mu byl roku 1539 zastaven na čtyři generace, přičemž práva plaského kláštera byla formálně respektována. Vzhledem k tomu, že tvrz v Kaceřově byla zpustlá a sešlá, rozhodl se Gryspek pro výstavbu nového zámku a stará tvrz pak sloužila k hospodářským účelům. Král Ferdinand si chtěl Gryspeka k sobě pevně připoutat, proto výstavbu zámku finančně podporoval a přál si, aby sídlo sloužilo i jako zastávka pro projíždějící úředníky a vyslance. Florián jako královský sekretář a rada je zde přijímal a králi referoval o nejnovějších událostech. Stavba zámku trvala téměř dvě desetiletí a prováděli ji zejména a převážně italští zedníci a kameníci. Stavitelem byl pravděpodobně Giovanni Statia, který pracoval v Praze na výstavbě Rožmberského paláce nebo plzeňské radnice. Nároky na stavbu byly mimořádně vysoké. Gryspek si přál stavbu podle vzoru vrcholné italské renesance, která nemá na sever žádné srovnání, proto se jedná o velmi mimořádnou stavbu. Stavět se začalo od roku 1540 a přišla na více než 10 000 míšenských kop. Větší část výdajů financoval král Ferdinand. Stavitel dostal za úkol vybudovat „opevněné obydlí za dvěma vodními příkopy“. Vodu do příkopů nechal Gryspek přivést pomocí potrubí z mokřin u „Jezírka“ nedaleko Dobříče. Zámek byl částečně dokončen v roce 1548, ale jeho výstavba pokračovala i v letech 1559–1562, jak dokládají letopočty na krbech (1542, 1552). O nákladnosti a pohodlnosti sídla dokládá zápis v urbáři z roku 1558: „tento zámek byl vybudován díky značným finančním prostředkům a všechny místnosti a komnaty byly velmi dobře zařízeny.“ Gryspek následně získal i další zastavené vesnice zadluženého plaského kláštera, takže se Kaceřov stal nejen hlavním rodinným sídlem Gryspeků, ale i centrem oblasti. Vesnici Kaceřov Gryspek povýšil na městys s vlastní radnicí a obyvatelstvo zažívalo hospodářský blahobyt. K zámku patřil i hospodářský dvůr, mlýn a pivovar, v němž se vařilo pivo pro místní prodej. Z Kaceřova se do Prahy vozily hned čtyři druhy piva. Existovala zde také velká zahrada, kde se pěstovaly jabloně, zelenina, léčivé byliny a koření. V blízkosti zahrady byla zbudována také koupelna s vanou do níž byla vedena voda potrubím z cisterny. K zámku patřila i obecní lázeň. V blízkosti řeky stávala ještě Gryspekova vlastní cihelna, která dodávala cihly, střešní tašky a podlahové kachle na stavbu Kaceřova a následně na stavbu dalších Gryspekových staveb, zámku Nelahozeves, nového zámku v Kočově, dvory Sechutice a Třemošnice, zámku v Rožmitále, zámku Nečtiny, městský dům na Malé straně a kostel v Kralovicích. Gryspek si také jako jeden z prvních nechal své panství zmapovat v roce 1558. Kromě mezníků v zemi označovaly hranice také kamenné sloupky, kterým se říkalo Gryspekovy špalíčky.
Po smrti Floriána Gryspeka převzal polovinu panství Kaceřov s rodinným sídlem syn Karel, který se oženil s Annou Šicovnou z Drahenic u Březnice. Zbylá část panství, město Kralovice a statky Sechutice a Lomany získal bratr Jaroslav Bedřich, který ovšem neměl žádné potomky a svou polovinu spolu s dalšími majetky odkázal bratrovi Ferdinandovi, který byl pánem na Mirošově. Karel měl tři syny Václava, Mikuláše, Albrechta Ferdinanda a dceru Annu Alžbětu. Mikuláš a o něco později i Albrecht († 1618) zemřeli v mladém věku. Po vypuknutí stavovského povstání v roce 1618 se zbývající syn Václav aktivně podílel na povstání proti králi Matyášovi a později i proti Ferdinandovi II. Bitvy na Bílé hoře se nedožil, zemřel roku 1620 a žádné potomky po sobě nezanechal. Majetek odkázal z poloviny strýci Blažejovi na Nelahozevsi a druhou polovinu odkázal synovcům Floriánovi a Janu Jaroslavovi na Rožmitále. Z důvodu zapojení do povstání proti králi Gryspekové o celý majetek v roce 1622 přišli a tím skončila i jejich rodová linie na Kaceřově.

### Po třicetileté válce

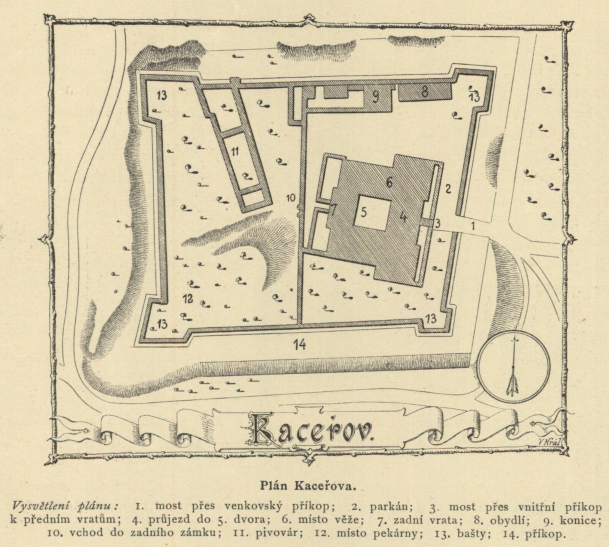
Plán Kaceřova (V. Král z Dobré Vody, 1905)

Zkonfiskovaný majetek poté připadl do majetku kláštera v Plasích. Kromě údržby a zhodnocení interiérové výzdoby nepodnikli cisterciáci žádné významnější stavební zásahy, zámek tak zůstal vzácně zachován skoro v intaktním renesančním stavu. Pouze v letech 1755–1779 došlo k určitým zásahům v interiérech. Mniši zámek ponechali svému osudu, teprve v roce 1767 zde opat Fortunát Hartmann zřídil letovisko pro představené kláštera a odpočinkový azyl. Když císař Josef II. klášter Plasy zrušil, připadl klášterní majetek včetně Kaceřova do náboženského fondu. V roce 1826 majetky kláštera získal kancléř kníže Klement Václav Lothar Metternich (1773–1859), který si v bývalém konventu zřídil svoji rezidenci. O zámek Kaceřov jevil jen malý zájem. Do Kaceřova dosadil pachtýře, který si zámek využíval k bydlení a zřídil zde špýchar a chlévy pro zvířectvo. Nezájem a nedostatek péče se podepsaly na urychlení chátrání celého zámku. V roce 1875 musela být kvůli špatnému stavu zbořena gotická čtyřboká věž s dřevěnou galerií na severní straně.
V roce 1912 postihl zámek devastující požár, při němž shořely všechny střechy, poškozena byla horní patra. O čtyři roky později byl zámek provizorně zastřešen. Ve 20. letech zakoupil zámek i přilehlý velkostatek Ladislav Spěváček. V roce 1948 byl zámek znárodněn. Část objektu byla nějakou dobu využívána jako škola. V letech 1953–1962 se na nádvoří konal divadelní festival Kaceřovské léto. Poté byl zámek přidělen do užívání zemědělskému družstvu, které zámek nenávratně zdevastovalo přizpůsobením prostorů pro sklad obilí. V 1964 byl zámek prohlášen kulturní památkou a převzal jej do péče Národní památkový ústav. Postupně byly díky památkové péči zajištěny nezbytné opravy, upravena zahrada a instalována Neptunova kašna.

### Po roce 1989
Po pádu komunistického režimu byl v 90. letech navrácen potomkům bývalého majitele, kteří jej začali postupně rekonstruovat. V roce 2016 prezident Miloš Zeman při návštěvě Plzeňského kraje v otázce o vyvlastňování památek zmínil zámek Kaceřov jako příklad památek v soukromém vlastnictví, o něž se dle jeho slov majitel řádně nestará. Proti tomu padly mnohé argumenty o snaze majitelů a práci, kterou již na zámku odvedli, což potvrdil jak starosta Kaceřova Zdeněk Široký, tak i nýřanský stavební úřad nebo i šéf plzeňských památkářů Petr Marovič.

## Stavební podoba

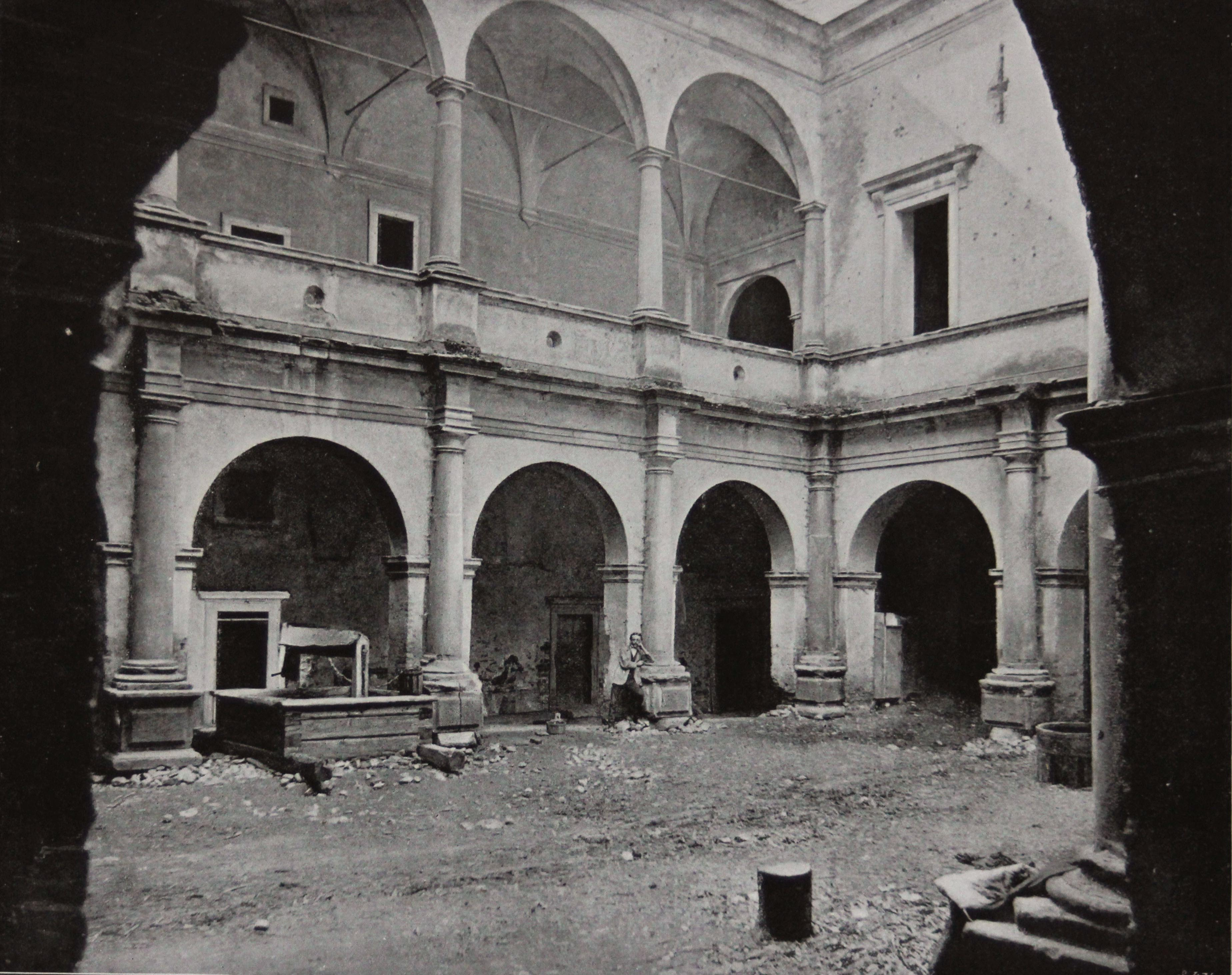
Nádvoří zámku Kaceřov (Josef Böttinger, před r. 1898)

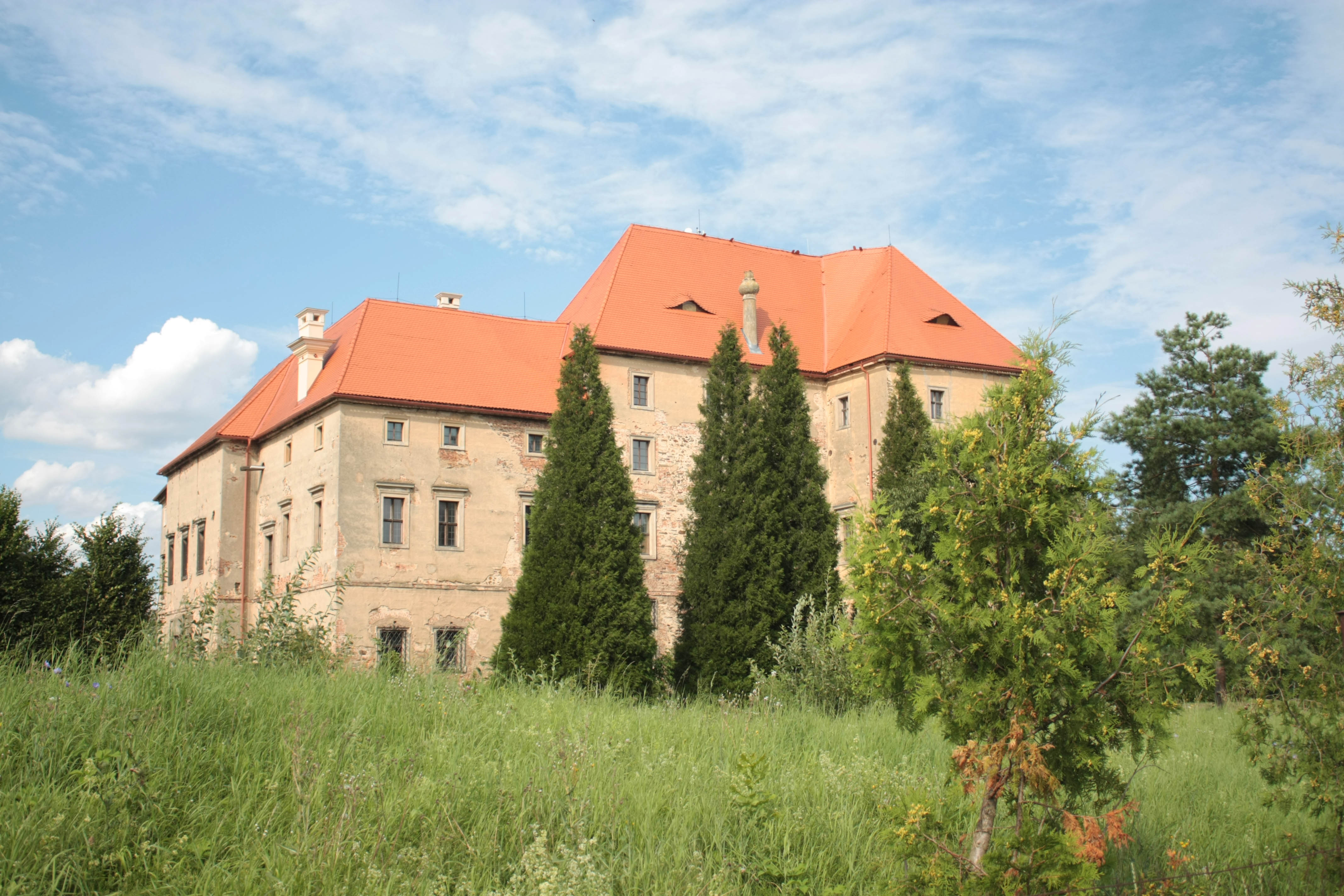
Zámek Kaceřov, jižní strana (2021)

Původní návrh zámku lze s největší pravděpodobností přisoudit umělcům dvorského okruhu sdruženým kolem Paolla della Stelly, se kterými se Florian Gryspek, jako inspektor stavby letohrádku, dobře znal. Další práce poněkud odlišné od vysoce kvalitně řešeného přízemí vedl patrně další dvorský umělec, Bonifác Wolmut.
Kaceřovský zámek je jeden z prvních a zároveň i nejzajímavějších zámků renesance a patří svými mimořádnými uměleckými hodnotami k nejvýznamnějším památkám renesanční architektury u nás. Zámek stojí na okraji vsi na náhorní planině prudce se svažující k řece Berounce. Je to čtyřkřídlá dvoupatrová budova kolem obdélníkového dvora s nárožními rizality na východní straně, což jsou části budovy, které vystupují po celé výšce před ostatní průčelí, tak rozšiřující půdorys a přechází v křídlo.
Do severního bočního křídla byla pojata věž ze staré tvrze, v 19. století snesená. Východní průčelní křídlo má půlkruhový zaklenutý portál v pravoúhlém bosovaném rámci s předloženými toskánskými polosloupy, jež nesou vyložené úseky kladí. Nádvoří zámku je v přízemí obklopeno arkádami, pilíře mají předložené polosloupy, v patře severního a jižního křídla jsou lodžie nesené toskánskými sloupy, které byly postavené ve stylu toskánského (římskodórského) slohu. Ten byl u nás často užíván v době renesance a empíru. Vyznačuje se střídmostí a jednoduchostí bez složitých ozdobných prvků), sklenuty křížově a valeně s výsečemi. Západní stranu prolamuje portál podobný hlavnímu. Ten poté vede do francouzské zahrady, kde se nachází socha Neptuna, která je umístěna na fontáně.
Exteriér i interiér je velmi bohatý na jemně renesanční kamenické práce. V interiérech byly poprvé použity neckové klenby s lunetovými výsečnicemi. Dochovaly se zde původní vlašské krby s volutovými konzolami. V hlavním sále, vestavěném do patra vstupního východního křídla, se nachází výstavný krb s dvojicí karyatid, a pomocí triglyfů, metop, roset a jiných motivů bohatě členěnou římsou. Fasády zámku pokryla sgrafitová rustika, jejíž součástí byla na vstupním průčelí trojice iluzivních oken s pootevřenými okenicemi.
Zámek byl obklopen vodním příkopem a hradbou, v rozích zesílenou bastiony, to jsou části opevnění, vystupující mimo samotnou hradbu, na níž se koncentrují střelci a děla. Skutečnost, že vnější ohrazení zámku nemělo pouze vymezující, ale i obrannou funkci, přesvědčivě dokládají střílny, prolomené v bastionech pro vedení boční palby i v hradební zdi. Podobu nedochované vstupní brány známe dnes pouze z ikonografických pramenů. Přístup do zámku vede přes most na parkán, v němž před hlavním křídlem byl opět příkop s můstkem. Na západní křídlo navazovala zeď s bohatým portálem, která oddělovala prostor zámku od zahrady. V ní stál pivovar. Nádvoří na severní straně bylo zaplněno hospodářskými budovami.
Celá dispozice zámku je na svoji dobu velmi pokročilá. Výstavba zámku, opevnění i zahrady je komponována na podélnou vstupní osu, na níž jsou všechny portály, podle kterých jsou směřovány i dvorní arkády. Symetricky k ní jsou položeny rizalitové pavilony na křídlech i nárožní bastiony opevnění. Tvarosloví zámku je na úrovni tehdejší italské architektonické tvorby. I přes určitou nesourodost vznikla dispozice velice pozoruhodná, nemající ve střední Evropě toho času obdobu, za její předstupeň lze považovat do určité míry zámek Spitall an der Donau.[zdroj?]

### Zámecký vodovod
Zásobování zámku a jeho zázemí vodou zajišťoval tři kilometry dlouhý vodovod. Začínal v prameništi u Dobříče a pokračoval podél Dobříčského potoka na jihovýchod a posléze převážně na východ k zámku. Vodu přiváděly keramické trubky o vnitřním průměru 45 milimetrů a vnějším průměrem sto milimetrů. Těleso vodovodu se v terénu částečně dochovalo.

## Galerie

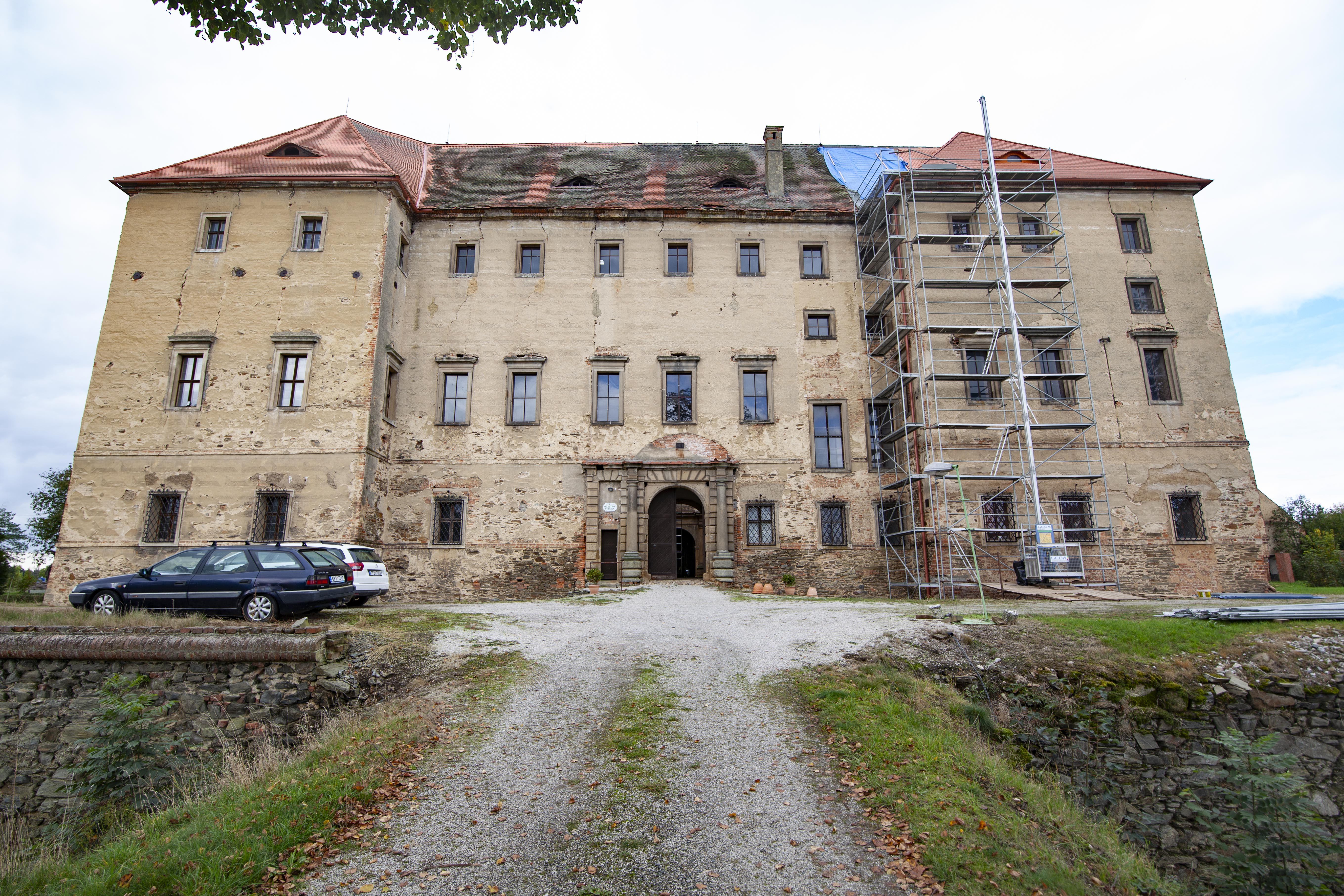
Průčelí zámku (2024)
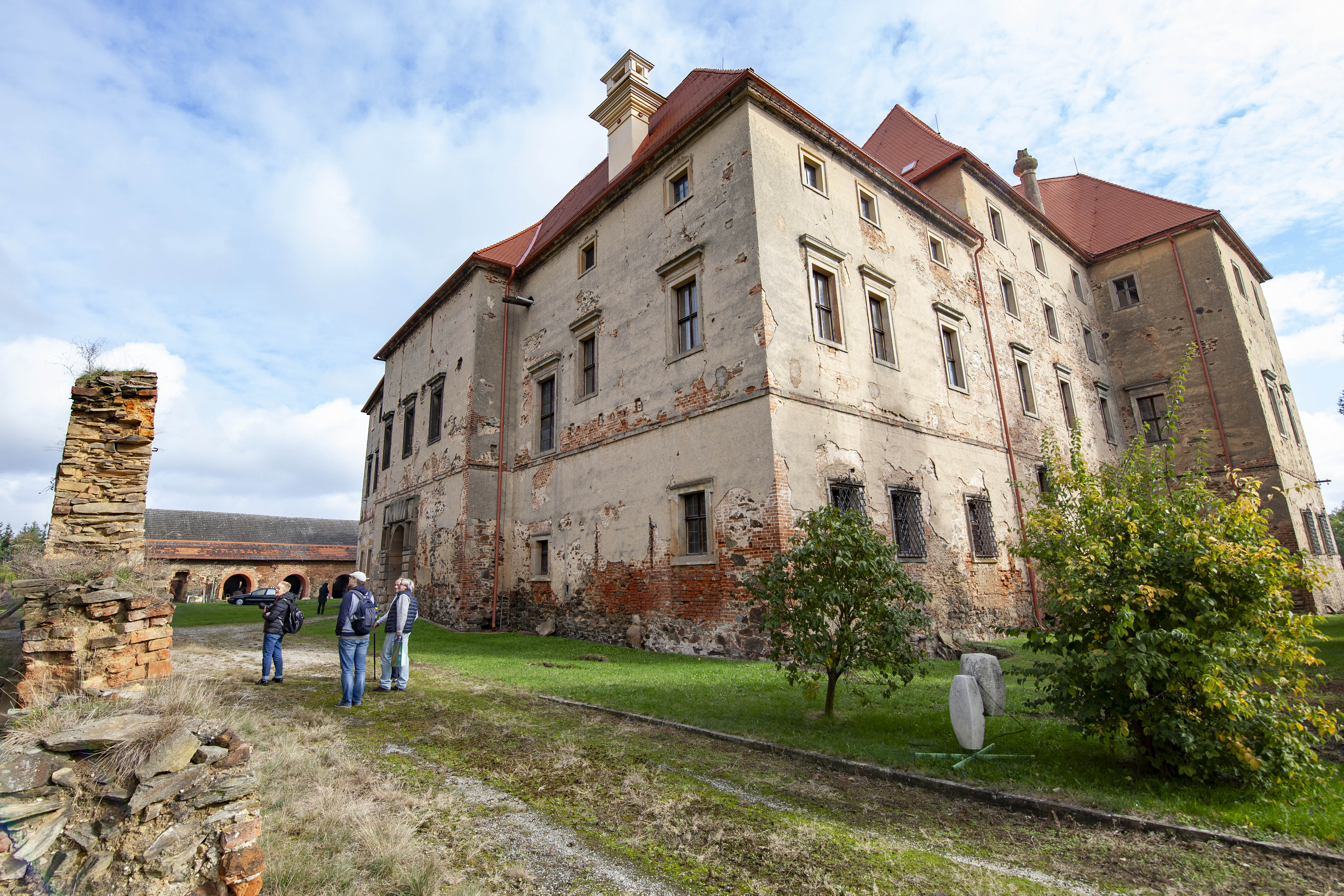
Pohled od severozápadu (2024)
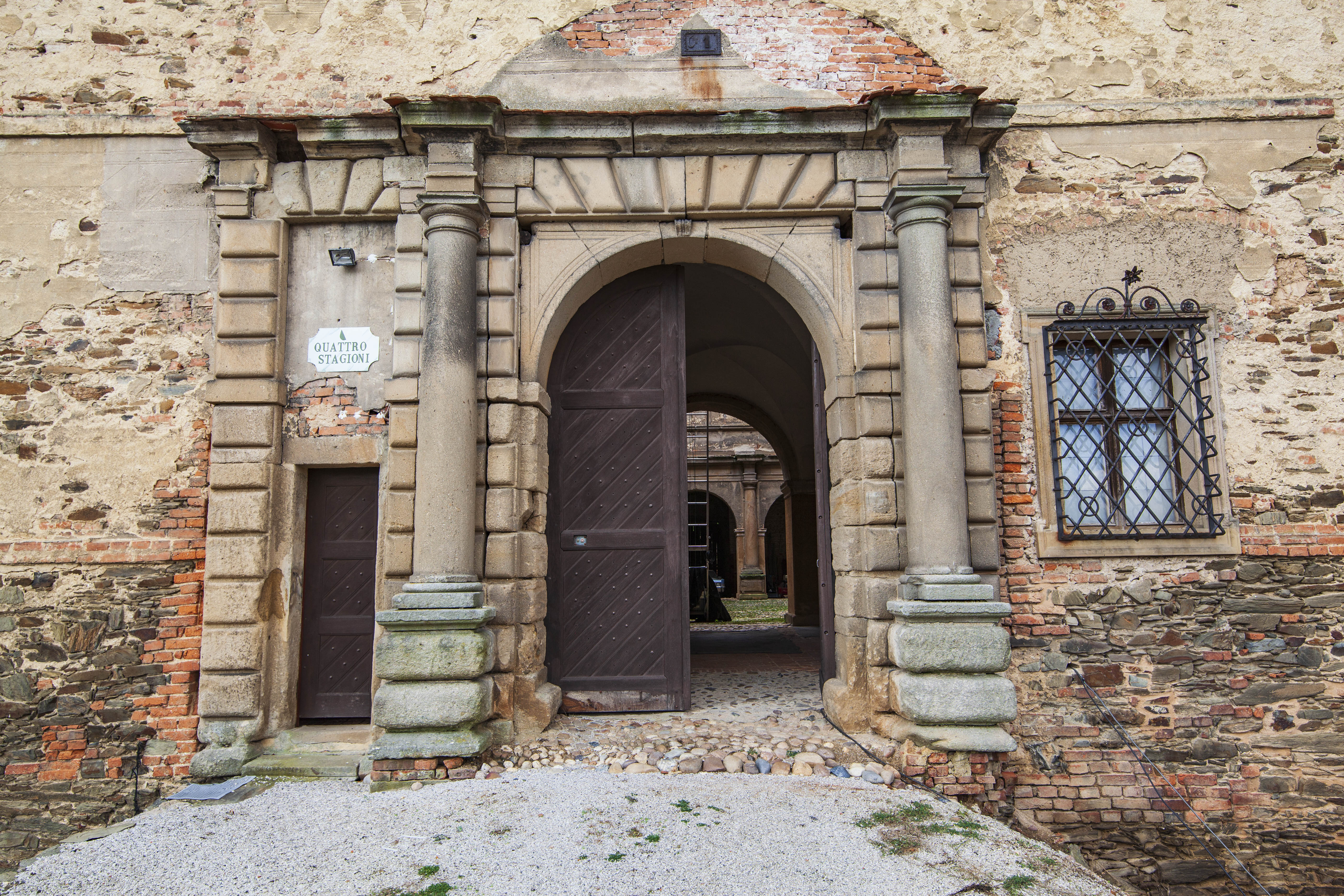
Vstupní porál (2024)
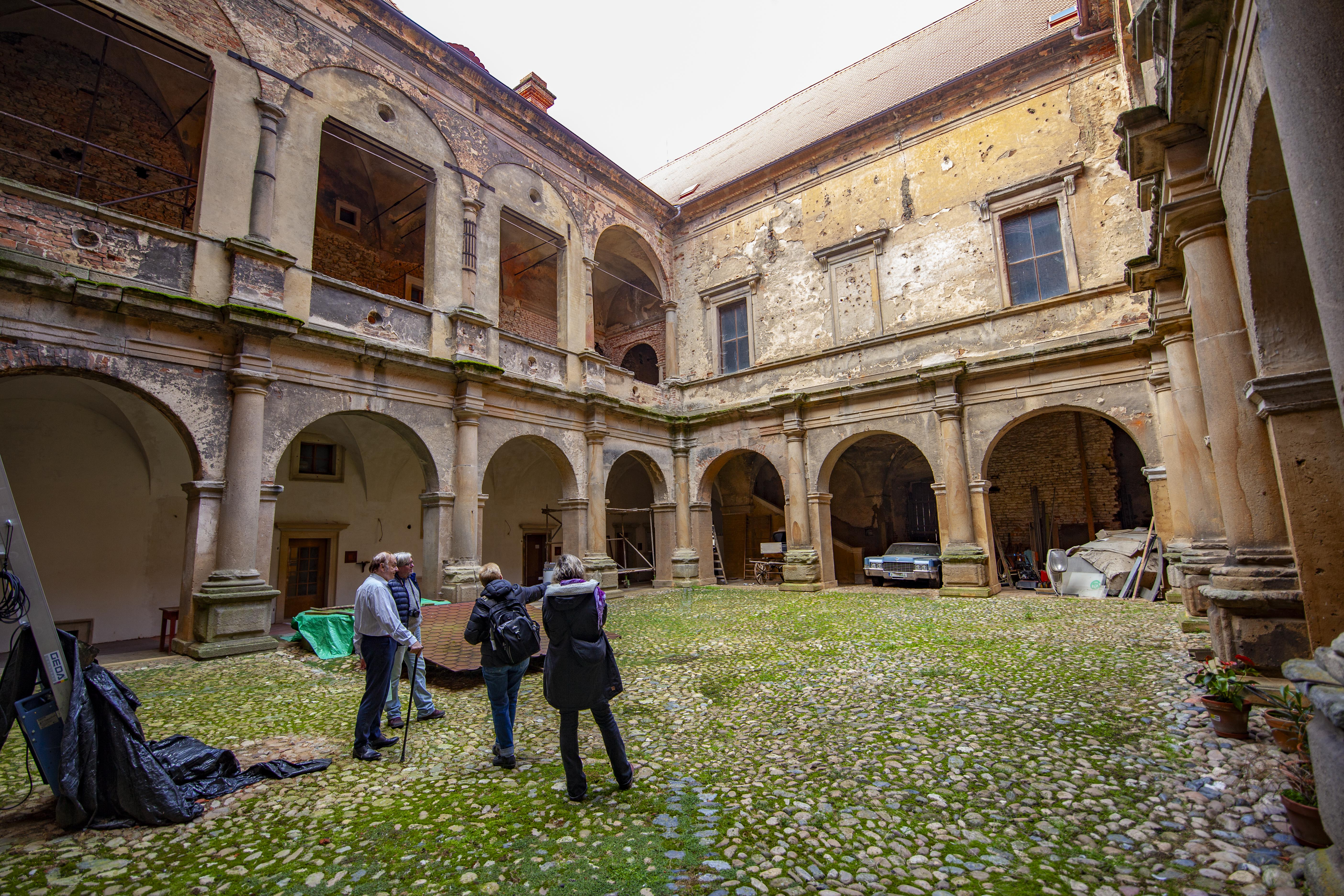
Nádvoří zámku (2024)
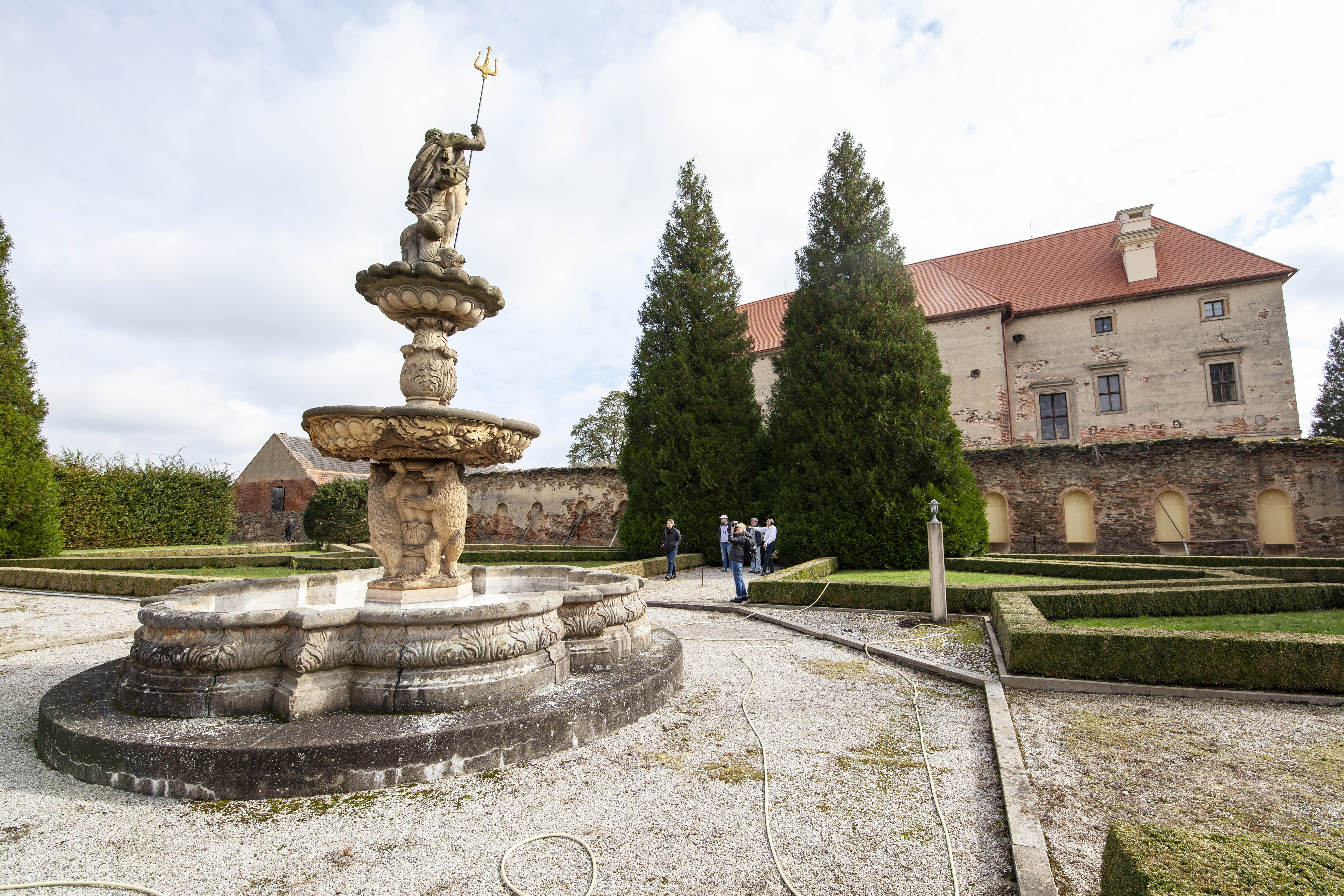
Neptunova kašna v zámecké zahradě (2024)
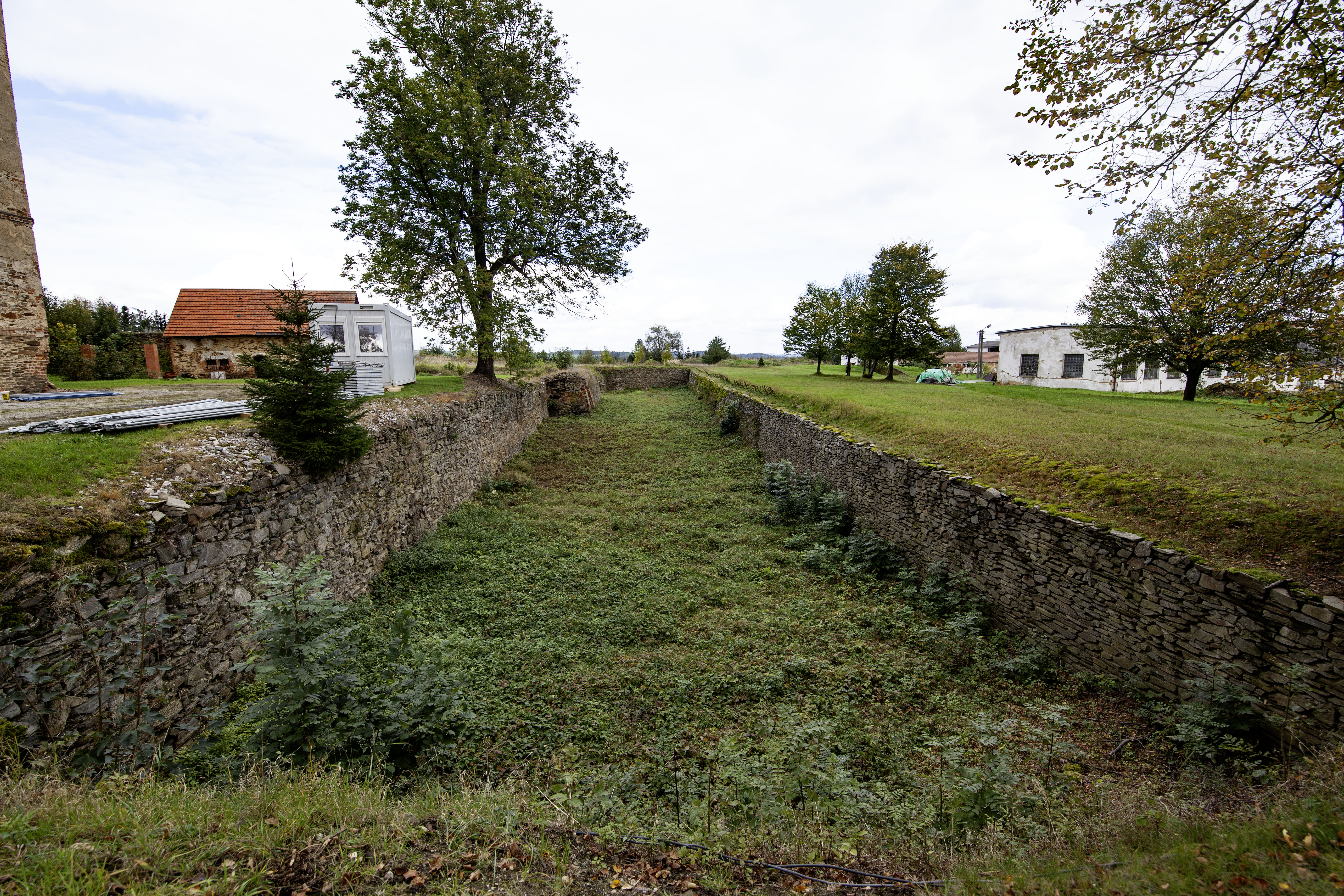
Bývalý vodní příkop (2024)